# 播磨德久站
播磨德久站（日语：／ Harima-Tokusa eki */?）是位於兵庫縣佐用郡佐用町下德久1034番，西日本旅客鐵道（JR西日本）的姬新線車站。

## 歷史
- 1935年（昭和10年）7月30日 - 姬津東線三日月站至佐用站之間開業[1]。
  - 當時車站地址為兵庫縣佐用郡德久村（日语：徳久村）下德久。
- 1936年（昭和11年）
  - 4月8日 - 姬路站至東津山站之間全線開通，姬津東線成為姬津線一部分，此站成為姬津線車站。
  - 10月10日 - 姬津線編入至姬新線一部分，此站成為姬新線車站。
- 1955年（昭和30年）7月20日 - 隨著南光町成立，車站地址變為兵庫縣佐用郡南光町下德久。
- 1986年（昭和61年）11月1日 - 成為無人車站。
- 1987年（昭和62年）4月1日 - 伴隨國鐵分割民營化，車站由西日本旅客鐵道（JR西日本）營運。
- 2000年（平成12年） - 翻新車站大樓[1]。
- 2005年（平成17年）10月1日 - 隨著佐用町（第三次）成立，車站地址變為兵庫縣佐用郡佐用町下德久。

## 車站構造
車站是一座地面車站，設有1面1線的單式月台，此站不可進行列車交會。此站曾經設有2面2線相對式月台，下行月台已經封鎖。佐用方向和播磨新宮方向的列車使用同一月台。
車站大樓內設有當地設施「向日葵之鄉親睦中心」。此站是由姬路鐵道站管理的無人車站。在車站大樓內設有直立式自動售票機和廁所。

## 車站周邊
- 佐用町公所南光分所[1]
- 南光向日葵田（日语：南光ヒマワリ畑） - 在7月上旬至8月上旬開花時期，此站設有臨時巴士來往此站至向日葵田[1]。
- 社區巴士佐用船越線巴士站
  - 　前往佐用町公所，前往船越

## 使用狀況
根據「兵庫縣統計書」，2018年（平成28年）度1日平均乘車人次為98人。
以下為近年1日平均乘車人次列表。
| 年度 | 1日平均 乘車人次 |
| ---- | ---------------- |
| 2000 | 172              |
| 2001 | 146              |
| 2002 | 135              |
| 2003 | 129              |
| 2004 | 121              |
| 2005 | 120              |
| 2006 | 114              |
| 2007 | 115              |
| 2008 | 109              |
| 2009 | 108              |
| 2010 | 119              |
| 2011 | 135              |
| 2012 | 127              |
| 2013 | 120              |
| 2014 | 104              |
| 2015 | 101              |
| 2016 | 103              |
| 2017 | 99               |
| 2018 | 98               |

## 相鄰車站
西日本旅客鐵道（JR西日本）
 姬新線
三日月－播磨德久－佐用

## 注腳
1. 1 2 3 4 5 6 7 8 9 10 11 12 13  . 神戸新聞総合出版センター. 2011-12-15: 175. ISBN 9784343006028 （日语）.

## 外部連結
- 播磨德久｜車站資訊：JR出門網 - 西日本旅客鐵道（日語）